# Tournoi des Cinq Nations 1983
Navigation
Tournoi 1982 Tournoi 1984
Le Tournoi des Cinq Nations 1983 connaît un bon parcours des Français qui gagnent l'épreuve ex æquo avec de surprenants Irlandais, qui confirment leur parcours du Tournoi de 1982.

## Classement
LÉGENDE :

J matches joués, V victoires, N matches nuls, D défaites ;
PP points pour, PC points contre, Δ différence de points PP-PC ;
Pts points de classement (barème : 2 points pour une victoire, 1 en cas de match nul, rien pour une défaite) ;
T Tenante du titre 1982.
| Rang | Nation         | J | V | N | D | PP | PC | Δ   | Pts |
| ---- | -------------- | - | - | - | - | -- | -- | --- | --- |
| 1    | France         | 4 | 3 | 0 | 1 | 70 | 61 | +9  | 6   |
| 1    | Irlande (T)    | 4 | 3 | 0 | 1 | 71 | 67 | +4  | 6   |
| 3    | Pays de Galles | 4 | 2 | 1 | 1 | 64 | 53 | +11 | 5   |
| 4    | Écosse         | 4 | 1 | 0 | 3 | 65 | 65 | 0   | 2   |
| 5    | Angleterre     | 4 | 0 | 1 | 3 | 55 | 79 | -24 | 1   |

## Résultats
- Première journée (15 janvier)

| Twickenham, Londres    | Angleterre | 15 - 19 | France  |
| Murrayfield, Édimbourg | Écosse     | 13 - 15 | Irlande |

- Deuxième journée (5 février)

| Parc des Princes, Paris | France         | 19 - 15 | Écosse     |
| Arms Park, Cardiff      | Pays de Galles | 13 - 13 | Angleterre |

- Troisième journée (19 février)

| Lansdowne Road, Dublin | Irlande | 22 - 16 | France         |
| Murrayfield, Édimbourg | Écosse  | 15 - 19 | Pays de Galles |

- Quatrième journée (5 mars)

| Arms Park, Cardiff  | Pays de Galles | 23 - 9  | Irlande |
| Twickenham, Londres | Angleterre     | 12 - 22 | Écosse  |

- Cinquième journée (19 mars)

| Parc des Princes, Paris | France  | 16 - 9  | Pays de Galles |
| Lansdowne Road, Dublin  | Irlande | 25 - 15 | Angleterre     |

## Composition des équipes victorieuses
Voir les pages :
- L'Irlande dans le Tournoi des Cinq Nations 1983
- La France dans le Tournoi des Cinq Nations 1983.